# Yéyé (musica)
Yéyé, anche riportato con le grafie yé-yé e ye-ye e spesso chiamato in Italia anche cantanti ragazzini, è una corrente musicale in voga nei primissimi anni '60, dalle tonalità twist e rock and roll molto leggere e pop, con uno stile energico ed ottimista, i cui cantanti erano perlopiù con visi puliti e giovanissimi, dalle movenze spesso impacciate e semplici.
Nata in Francia e quasi contemporaneamente adottata in Québec, nei paesi dell'Europa meridionale e nei paesi iberoamericani, questo genere musicale era particolarmente popolare nelle giovani generazioni del cosiddetto "baby boomer".

## Definizione del termine
Il termine "yéyé" fu coniato all'inizio degli anni '60 in Francia per definire la nuova corrente musicale ispirata soprattutto al twist, ma anche alle forme più giocose e pop del rock and roll angloamericano. Se parolieri francesi (traduttori-adattatori) come Georges Brassens, Jacques Brel, Serge Gainsbourg o Marcel Mouloudji preferirono infatti l'utilizzo di "yé" a una traduzione più letterale in "ouais" (Si), i discografici utilizzarono la loro intuizione inventando la parola "Yéyé" come operazione di marketing per designare una nuova corrente musicale. Nelle traduzioni queste due sillabe permettevano di rilanciare il ritmo e di mascherare le parole mancanti. Il termine yé-yé, che era un rimando scherzoso a quell'intercalare ("yeah, yeah", appunto) utilizzato dai cantanti di questo genere musicale, venne presto adottato anche in Italia, in Spagna ed in buona parte dei paesi iberoamericani. Per estensione, l'espressione "yéyé" designò dapprima lo stile musicale, poi i cantanti stessi, infine un fenomeno di costume. "Yéyé" veniva quindi usato per indicare anche il giovane pubblico o i giovani artisti ("Les Yeyés"), assumendo spesso una connotazione negativa e canzonatori, se usata da adulti ed intellettuali. In seguito poi, alcuni degli stessi parolieri che avevano ispirato il termine come Marcel Mouloudji, divennero aspri critici ed oppositori della nuova onda yé-yé.

## Storia

### La yé-yé in Francia

#### Origini
Il movimento Yé-Yé ha avuto le sue origini nel programma radio Salut les copains, creato da Jean Frydman e condotto da Daniel Filipacchi e Frank Ténot, che è andato in onda per la prima volta dicembre 1959. La frase "Salut les copins" risale al titolo di una canzone del 1957 di Gilbert Bécaud e Pierre Delanoë, che in seguito ebbero comunque poca considerazione per la musica Yé-Yé tipica di questa trasmissione radio. Il programma divenne un successo immediato e una delle sue rubriche, "Le Chouchou de la semaine" ("il tesoro della settimana"), divenne la rampa di lancio per la maggior parte dei cantanti Yé-Yé. Qualsiasi canzone qui presentata raggiungeva direttamente le vette delle classifiche.

#### 1961-1965: La musica Yeye nel suo periodo di popolarità

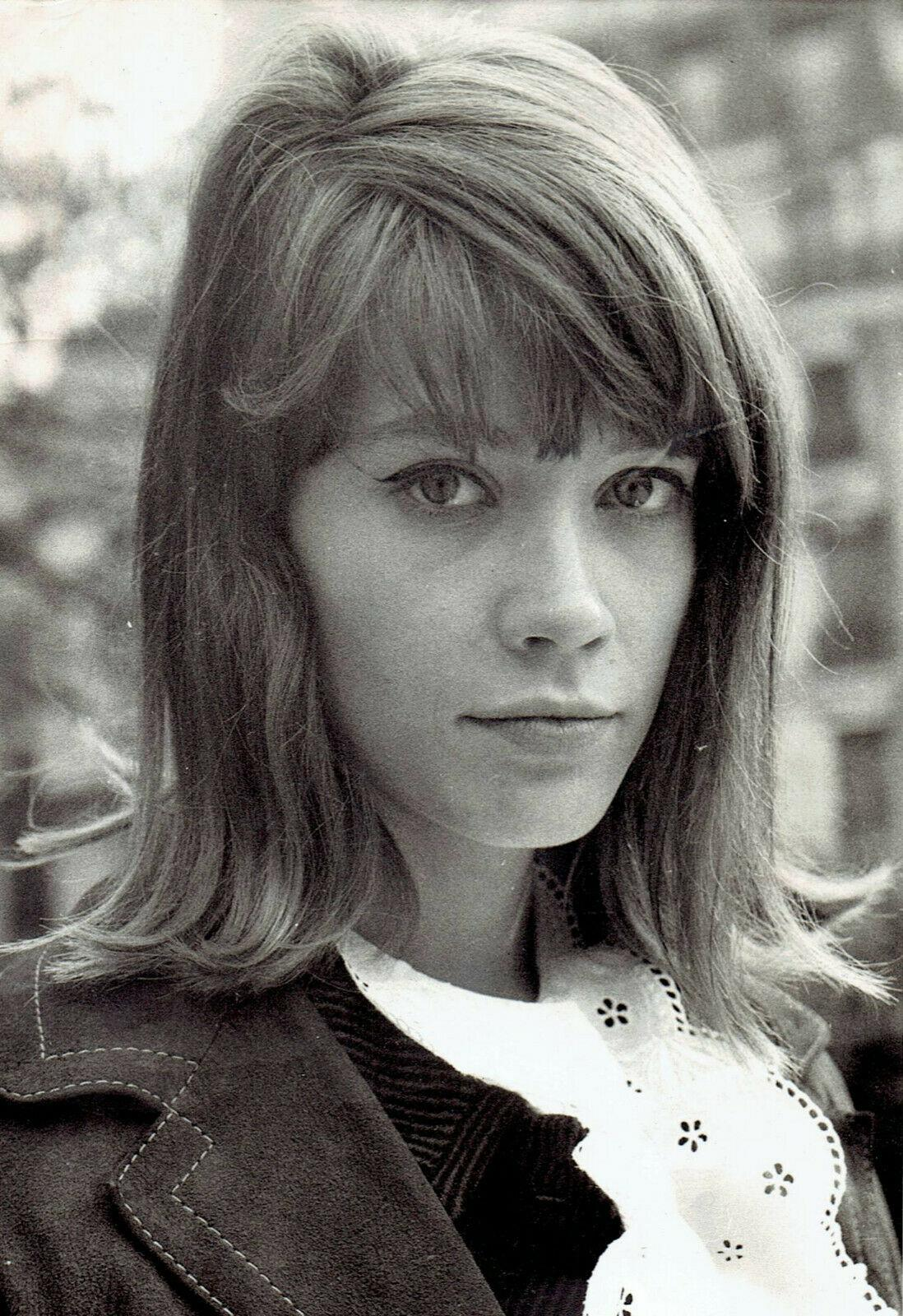
Françoise Hardy nel 1964

Il termine "musica Yeyé" nacque in Francia ad inizio anni '60 e questo movimento apparve da subito come una novità in molti sensi. Per cominciare, si rivolgeva ad un pubblico di giovanissimi proponendo in modo nuovo la figura del "ragazzo della porta accanto", semplice e spesso impacciato, ottimista e positivo. Ma fu anche il primo movimento musicale guidato principalmente da ragazze: le giovani donne dell'epoca si riflettevano, per la prima volta, nei loro idoli; I cantanti erano adolescenti come loro e il testo delle canzoni parlava di tematiche a loro vicine.
Anche se il termine "yé-yé" era già nell'aria, uno degli eventi di popolarizzazione del termine fu quando Françoise Hardy si esibì nello show televisivo Le petit conservator de la chanson condotto da Mireille Hartuch nel febbraio 1962 (un anno prima che i Beatles registrassero She Loves You), cantando La fille avec toi, che iniziava con «Yeah yeah yeah yeah». Dopo il brano, Hartuch ironizzando sul testo chiedeva ad Hardy quale fosse il senso di quegli "Yé Yé".

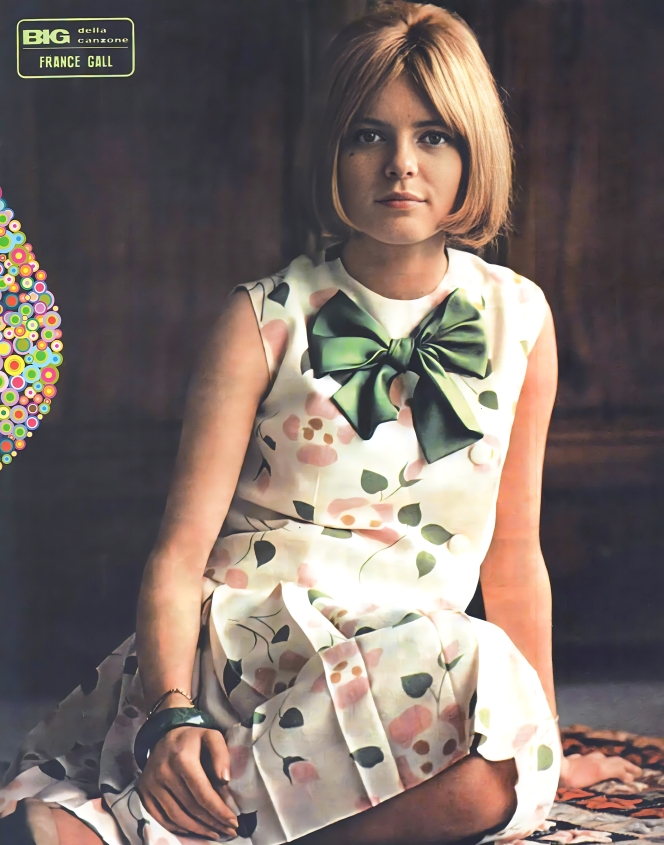
France Gall nel 1965

Le ragazze Yeyé erano molto giovani (France Gall aveva solo 14 anni quando registrò il suo primo album nel 1963 e solo 17 quando vinse il concorso Eurovision nel 1965 per conto del Lussemburgo) e con l'aria innocente (la maggior parte delle loro canzoni parlava del primo amore come Tous Garçons et Les Filles di Françoise Hardy o Un jour comme un autore di Brigitte Bardot). Ma avevano anche piccole dosi di ambiguità e sensualità: Si dice Serge Gainsbourg avesse chiamato France Gall "la lolita francese", e che avesse composto per lei la canzone Les Tastetes (In italiano "il lecca lecca") come mezzo per testare l'ingenuità della cantante.
Sylvie Vartan invece, che aveva avuto il suo debutto discografico già nel 1961, raggiunse gli onori delle cronache per il suo matrimonio con il rocker francese Johnny Halliday.
Tra le cantanti più popolari c'era anche Sheila, il cui debutto discografico risale al 1962 con il brano omonimo. Altre esponenti della musica Yeyé francese erano Clothilde, Jane Birkin, Jacquéline Taïeb, Stella, Petula Clark, Ria Bartok o Anna Karina.
Il fenomeno di Salut les copains continuò con una rivista omonima che fu pubblicata per la prima volta nel 1962 in Francia, per poi inaugurare anche le edizioni tedesche, spagnole e italiane (Ciao amici) che seguirono poco dopo. Il 22 giugno 1963 tra i 150.000 ed i 200.000 giovani risposero alla chiamata di Daniel Filipacchi e Frank Ténot per un raduno della nuova rivista nella Place de la Nation di Parigi: Sul palco salirono così Danyel Gérard, Frank Alamo, Les Chats Sauvages e poi i nuovi cantanti Mike Shannon, Les Gam’s e Richard Anthony.

### La yé-yé nel resto d'Europa

#### Italia

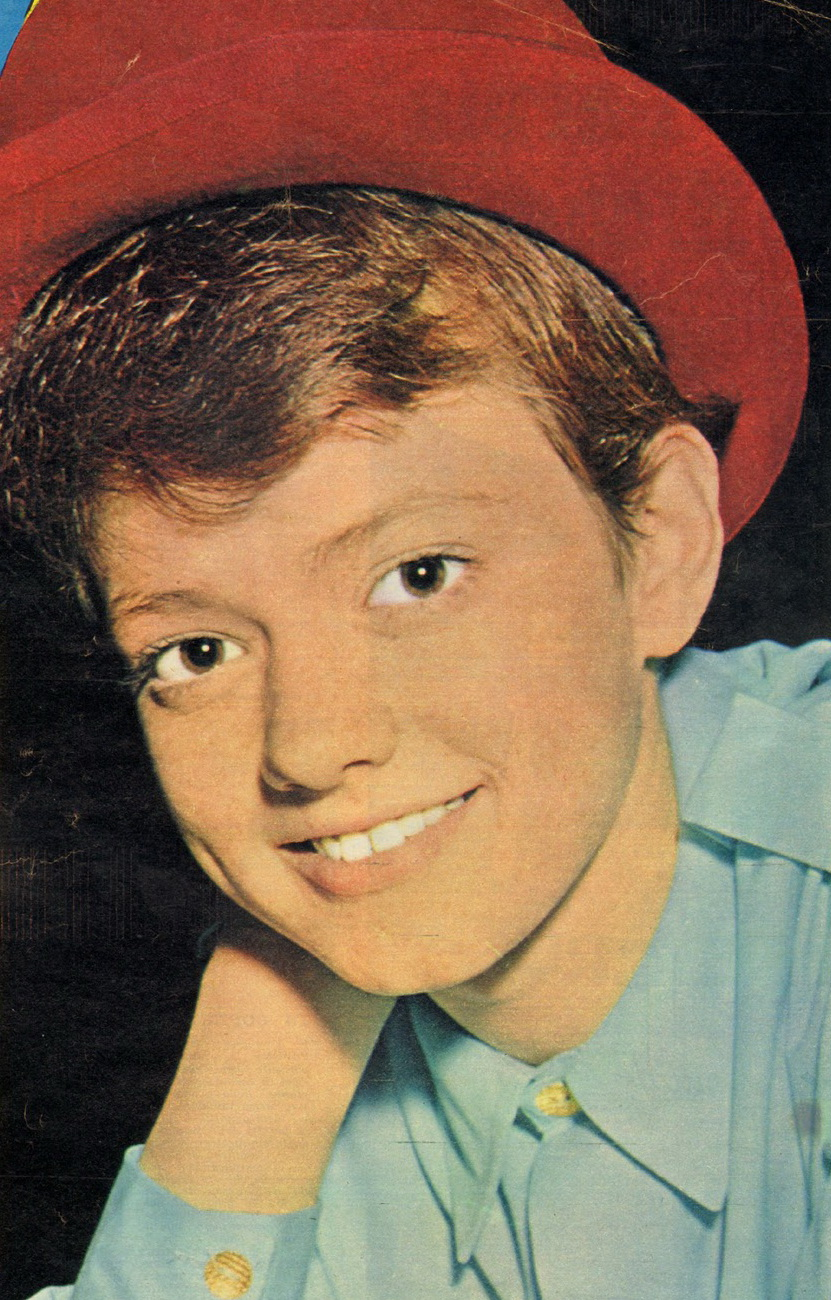
Rita Pavone nel 1963

Così come in Francia, anche in Italia esplose quel movimento di giovanissimi "della porta accanto", spensierati e dai visi puliti: nel 1962 esordirono Rita Pavone e Gianni Morandi, entrambi sedicenni vincono, la prima al Festival degli sconosciuti di Ariccia arrivando così al debutto discografico con La partita di pallone/Amore twist (RCA Victor, 1962) ed il secondo al Festival di Bellaria “Voci Nuove”, arrivando così al debutto discografico con Andavo a cento all'ora/Loredana (RCA Victor, 1962). Quasi contemporaneamente al brano eseguito da Françoise Hardy a Le petit conservator de la chanson, anche in Italia Gianni Morandi cantava «Andavo a cento all'ora / per trovar la bimba mia / Yé-Yé-Yé-Yé Yé-Yé-Yé-Yé», lanciando anche da noi quell'intercalare che presto unirà gran parte dell'Europa meridionale e non solo. La nuova onda musicale dei "cantanti ragazzini" italiani vide un nuovo passo avanti con il singolo Ci stò/Quelli della mia età (Disques Vogue, 1963) cantato dalla stessa Françoise Hardy in lingua italiana, che arrivò al primo posto delle classifiche del bel paese nel 1963.
Questo movimento giovanile avrà presto anche in Italia il proprio organo di stampa. Nel dicembre 1963 uscì la rivista Ciao amici che era nata sulla falsariga della francese Salut les copains e vedeva come direttore responsabile Guido Castaldo e come caporedattore Luciano Giacotto, allora responsabile dell'ufficio stampa della Ricordi
Altri esponenti italiani sono stati in qualche modo Rosy e Jenny Luna, anche se molti di loro hanno poi diversificato il proprio repertorio. Anche Mia Martini ha iniziato la sua carriera come "ragazza yéyé", col suo vero nome di Mimì Berté.

#### Spagna

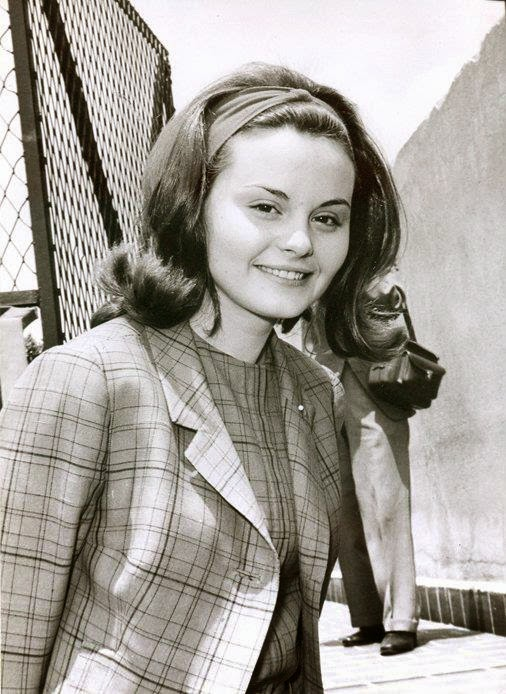
Rocío Dúrcal nel 1962

In Spagna, a causa della censura imposta dalla dittatura franchista, ebbero grande presa le forme più edulcorate, leggere e spensierate di musica rock provenienti da Francia ed Italia. La Yéyé raggiunse così un notevole successo, che durò anche più a lungo che negli altri paesi. Tra il 1963 e il 1968 la Yéyé fu una delle correnti dominanti nella scena musicale del paese. Questa corrente è considerata tra i generi musicali pionieristici del rock spagnolo, con cantanti come Pilar García de la Mata o Caballero de Rodas, meglio conosciuta come Mimo, essendo anche una delle prime ragazze Yeyé, accompagnata dalle loro band (Mimo and her Five Friends, Mimo y sus Rocks e Mimo y Los Jumps). Nel 1965 uscì il film Historias de la televisión, dove l'attrice Conchita Velasco interpreta la canzone Chica ye ye, che divenne la numero uno per 27 settimane ed è ancora oggi una delle canzoni più famose della storia della musica spagnola, consacrando la sua cantante come una tra le principali rappresentanti del genere. Altri rappresentanti della musica Yeyé in Spagna erano Marisol, Rosalía, Lita Torelló, Salomé, Lorella, Ana Belén, Karina, Gelu e Rocío Dúrcal.

### La yé-yé nel Québec
Nel Québec c'erano Claire Lepage, Michèle Richard, Jenny Rock, Pierre Lalonde.